# Kentucky Derby 1882
Kentucky Derby 1882 var den åttonde upplagan av Kentucky Derby. Löpet reds den 16 maj 1882 över 1,5 miles. Löpet vanns av Apollo som reds av Babe Hurd och tränades av Green B. Morris. Apollo var den enda hästen som segrat i Derbyt utan att ha tävlat som tvååring, tills Justify motsvarade prestationen 2018 (den så kallade Curse of Apollo).
Förstapriset i löpet var 4 560 dollar. Fjorton hästar deltog i löpet.

## Resultat
| P  | Häst            | Jockey         | Tränare         | Land | Tid     |
| -- | --------------- | -------------- | --------------- | ---- | ------- |
| 1  | Apollo          | Babe Hurd      | Green B. Morris | USA  | 2:40.25 |
| 2  | Runnymede       | Jim McLaughlin |                 | USA  |         |
| 3  | Bengal          | T. Fisher      |                 | USA  |         |
| 4  | Harry Gilmore   | Gibbs          |                 | USA  |         |
| 5  | Babcock         | M. Kelso       |                 | USA  |         |
| 6  | Monogram        | B. Edwards     |                 | USA  |         |
| 7  | Highflyer       | Brown          |                 | USA  |         |
| 8  | Wendover        | Hovey          |                 | USA  |         |
| 9  | Pat Mallow colt | E. Henderson   |                 | USA  |         |
| 10 | Wallensee       | L. Parker      |                 | USA  |         |
| 11 | Newsboy         | B. Quantrell   |                 | USA  |         |
| 12 | Mistral         | John Stoval    |                 | USA  |         |
| 13 | Lost Cause      | C. Taylor      |                 | USA  |         |
| 14 | Robert Bruce    | L. Jones       |                 | USA  |         |